# Goju-ryu

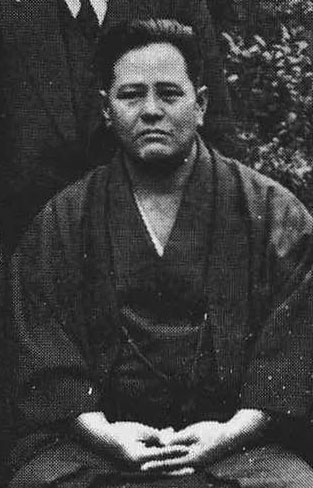
Chojun Miyagi.

Goju-ryu (剛柔流) is een van de vier traditionele karatestijlen en is Japans voor hard-zachte stijl. De stichter van deze stijl is Chojun Miyagi sensei, wiens leraar Kanryo Higaonna was. De stijl kent zowel harde als zachte technieken. Om hetzelfde resultaat te krijgen, is de filosofie, hoeft men niet altijd hard aan te vallen; zacht kan een net zo goede en soms zelfs betere werking hebben. De stijlnaam goju is opgebouwd uit de woorden go en ju, welke respectievelijk hard en zacht betekenen. In de training van het goju-ryu karate-do zijn deze principes terug te vinden in de veelvuldige afwisseling van ‘zachte’ en ‘harde’ technieken. Zachte, met muchime uitgevoerde bewegingen, waarbij de kracht van de tegenstander geabsorbeerd wordt; harde, met kime uitgevoerde technieken, waarmee een aanvaller veelal definitief onschadelijk wordt gemaakt. Er wordt in het goju-ryu veel belang gehecht aan de verschillende manieren van ademhalen en het gebruik van de juiste ademhaling bij de juiste techniek. Het goju-ryu gebruikt zowel lineaire/directe als circulaire technieken.

## Oorsprong

### Basis
De basis van het goju-ryu ligt voornamelijk in de kata's. Kata's zijn bewegingspatronen van logische en praktische verdedigings- en aanvalscombinaties. Elke kata bestaat uit een voorgeschreven patroon dat de karatestudent zonder partner uitvoert. Deze kata's zijn overgeleverd door vroegere grootmeesters, die ze destilleerden uit hun jarenlange onderzoek, training en ervaringen opgedaan in feitelijke gevechtssituaties.
De ware betekenis en geest van het Okinawa goju-ryu karate-do zijn te vinden in de kata, en alleen door de studie ervan kan de karatestudent deze betekenis leren begrijpen. Om deze reden worden binnen de traditionele stijlen de overgeleverde bewegingspatronen uit de kata dan ook niet gewijzigd. Wanneer om esthetische redenen, of om het leerproces te vergemakkelijken deze patronen gewijzigd zouden worden, zou het karate zijn overgeleverde ware betekenis en geest verliezen.

### Chinese Oorsprong
Het Okinawa goju-ryu karate-do vindt zijn oorsprong in diverse Zuid-Chinese zelfverdedigingskunsten. Okinawa – vroeger een zelfstandig koninkrijk tot 1879 – had vanaf de vroege middeleeuwen (1349) ruim 500 jaar een goede relatie met China en behalve een levendige handel werden ook ambassadeurs, diplomaten, studenten en ambachtslieden uitgewisseld. China stond ook bekend om zijn effectieve zelfverdedigingskunsten. Okinawa kende een eigen stijl welke eenvoudig Te (Hand) werd genoemd. Diverse Okinawanen wilden naar China om zich daar te verdiepen in de Chinese stijlen. Zo ook de jonge Kanryo Higaonna.

### Kanryo Higaonna (1853 – 1915)
Kanryo Higaonna werd geboren op 1853 in de Okinawaanse stad Naha. Zijn vader bezat drie zeilschepen en de jonge Kanryo moest vanaf zijn 10e jaar al meehelpen. Op veertienjarige leeftijd werd zijn vader in een gevecht gedood. Kanryo wilde zijn vader wreken en zocht naar mogelijkheden om naar China te gaan. Op voordracht van een bevriende zakenman verkreeg Kanryo Higaonna een studentenvisum en kon hij in de herfst van 1867 op vijftienjarige leeftijd leeftijd afreizen naar de Okinawaanse enclave in de stad Fuzhou, hoofdstad van de provincie Fujien (Okinawanen en Chinezen tellen de zwangerschapstijd van 9 maanden mee in de leeftijd).
Het was in die tijd erg moeilijk om les te krijgen in een krijgskunst omdat men dat liever geheimhield. Uiteindelijk werd hij geïntroduceerd bij Ryu Ryu Ko en deze besloot hem in dienst te nemen. Ryu Ryu Ko was oorspronkelijk een edelman en een persoonlijke lijfwacht van een belangrijk man in de provincie Fujien. Deze werd na een burgeroorlog verstoten en om wraak te voorkomen ging Ryo Ryo Ko ondergronds. Hij liet zijn haar lang groeien en werkte als bouwvakker. Later maakte hij meubels en diverse gebruiksvoorwerpen van bamboe en in die periode werd Kanryo zijn medewerker. Pas na langere tijd, nadat Kanryo's karakter was beoordeeld en Ryu Ryu Ko vertrouwen in hem had verkregen, kreeg hij les. Na jaren van basistraining waarin het vertrouwen groeide, werd hun relatie meer als vader en zoon en ging Kanryo in het huis van zijn leraar wonen. Vanaf die tijd kreeg Kanryo heel intensief les.

### De eerste naamgeving: NAHA-TE
In 1881 keerde Kanryo Higaonna terug naar zijn geboorteplaats Naha in Okinawa. Vele Okinawanen die eerder waren teruggekeerd hadden verteld over de kennis en kunde van Kanryo. Zo vroeg de politie af en toe zijn assistentie bij het aanhouden van gevaarlijke criminelen. De moordenaar van zijn vader had ook gehoord van zijn terugkomst, hij betuigde zijn spijt en vroeg om vergeving. Kanryo Higaonna antwoordde dat de man niets hoefde te vrezen: wraak nemen is niet de juiste weg.
In eerste instantie weigerde Kanryo Higaonna om les te geven. Pas na enkele jaren later, nadat hij getrouwd was, begon hij met les geven. Dit gebeurde eerst bij hem thuis. In september 1905 begon hij met les geven op de nieuwe Naha Commercial High School. Er was geen officiële naam voor de stijl en daarom werd dit Naha-Te (Naha hand) genoemd. Er bestonden nog twee andere stijlen op Okinawa, beide eveneens genoemd naar de stad waar deze stijl werd beoefend: Shuri-Te en Tomari-Te.

### Chojun Miyagi (1888 – 1953)
Chojun Miyagi kwam uit een rijke adellijke Okinawaanse familie en om hem op zijn toekomstige taak als hoofd van de familie voor te bereiden werd hij op 11-jarige leeftijd naar meester Ryuko Aragaki gebracht die bedreven was in Tomari-Te. Deze verwees hem op 14-jarige leeftijd door naar Kanryo Higaonna sensei. Hier trainde Miyagi 6 dagen per week en na enkele jaren was hij de beste leerling. Maar pas nadat Kanryo Higaonna overtuigd was van het goede karakter van Chojun Miyagi besloot hij hem de essentie van de stijl te leren. Na de reguliere training die ongeveer twee uur duurde, gingen de andere leerlingen naar huis en kreeg Chojun Miyagi individueel les.
Inmiddels was Japan bezig zich militair voor te bereiden op expansie en moesten ook de Okinawanen een militaire dienstplicht vervullen. Chojun Miyagi werd in 1910 opgeroepen om naar Japan te gaan. De Japanners discrimineerden de Okinawanen, maar kwamen er al gauw achter dat Chojun Miyagi een uitzonderlijke man was met wie men niet moest spotten. Na de basisopleiding koos Chojun Miyagi voor de medische dienst alwaar hij veel kennis op deed over de werking van het menselijk lichaam. Hij was inmiddels een gerespecteerd onderofficier en de Japanners wilden graag dat hij bleef. Chojun Miyagi had echter bericht ontvangen dat zijn leraar in grote armoede leefde en ging daarom in november 1912 terug naar Okinawa. In de volgende drie jaar kreeg Chojun Miyagi dagelijks les van Kanryo Higaonna totdat deze in oktober 1915 op 62-jarige leeftijd in zijn slaap overleed. Kort hiervoor had Kanryo Higaonna aangegeven dat hij Chojun Miyagi als zijn opvolger had aangewezen.
Vrij snel na het overlijden van zijn leraar ging Chojun Miyagi naar China om onderzoek te doen naar Ryu Ryu Ko. Hij vond zijn graf en enkele oud-leerlingen en maakte vele aantekeningen, onder andere over de geschiedenis. Later zou Chojun Miyagi in de jaren 20 en in 1936 weer naar China gaan voor onderzoek. Helaas zouden al zijn aantekeningen verloren gaan tijdens een bombardement op Okinawa in de Tweede Wereldoorlog.
Chojun Miyagi verkreeg steeds meer aanzien en zo werd hij in 1922 gevraagd om les te geven op de politieacademie. Later werd hij uitgenodigd om lezingen en demonstraties te geven aan diverse Japanse universiteiten in Osaka en Kyoto. Ook werd hij uitgenodigd naar Hawaï waar hij een klein jaar les heeft gegeven. Toen men hem in Kyoto tijdens een diner een dikke gevulde envelop overhandigde met de zin “een penstreek alstublieft” [een verzoek om een dan-graad te krijgen] heeft hij dit vanzelfsprekend geweigerd en is hij teruggegaan naar Okinawa. Deze mensen hebben het karakter Do 道 wat levensweg betekent duidelijk niet begrepen. Zoals Chojun Miyagi later had voorspeld zouden de zucht naar geld, macht en prestige later nog voor veel onrust zorgen in het moderne karate.

### Goju-ryu als officieel geregistreerde stijl
In mei 1930 werd een vechtsportdemonstratie gegeven ter ere van kroonprins Hirohito die troonopvolger was geworden. Chojun Miyagi was ook uitgenodigd en hij stuurde zijn top student Jin’an Shinzato. Na de demonstratie stelde men vragen over de naam van de stijl: Naha-te. Na terugkomst op Okinawa vertelde hij hierover aan Chojun Miyagi.
Chojun Miyagi besefte dat het belangrijk was dat zijn stijl een eigen identiteit met goede formele naam kreeg, anders zou deze nooit kunnen worden geregistreerd. In een belangrijk boek over Chinese vechtsport (de Bubishi) staan acht belangrijke zinnen. De derde luidt: Ho Go Ju Don To wat betekent “de manier van inademen en uitademen is hard en zacht”. En omdat de stijl zowel harde als zachte technieken bevat waarbij nadruk wordt gelegd op de juiste ademhaling, is goju-ryu  een perfecte keuze.
Shime door Chojun Miyagi goju-ryu is de eerste karate stijl die in 1933 officieel werd geregistreerd bij het prestigieuze Japanse Dai Nippon Butokukai, het regulerende Japanse budo-instituut. Chojun Miyagi deed dit echter niet om reclame te maken. Hij wilde Karate niet commercialiseren en een mooi uithangbord wat hij eens had gekregen hield hij altijd binnenshuis.

### Jin’an Shinzato (1901 – 1945)
Jin’an Shinzato begon in 1922 met karate in de dojo van Chojun Miyagi. Hij was klein van stuk (1,57 m) maar zeer gemotiveerd en trainde zoals gebruikelijk in die tijd zes dagen per week. Op voorspraak van Miyagi kreeg hij een baan bij de politie alwaar hij snel aanzien kreeg. Ook werd hij een getalenteerd judoka. Als hij dienst had, vermeden criminelen het gebied. Niet omdat hij agressief was, maar omdat vluchten geen zin had. Alom was bekend dat deze zeer getalenteerde karateka Chojun Miyagi zou opvolgen om het goju-ryu verder uit te dragen. Helaas werd hij opgeroepen voor militaire dienst en kwam hij tijdens een bombardement op Okinawa in 1945 te overlijden.

### De periode na de Tweede Wereldoorlog
Na het einde van de Tweede Wereldoorlog in Azië besloot Miyagi om voorlopig geen onderricht meer te geven in karate. In de oorlog waren diverse familieleden, waaronder twee van zijn kinderen, zijn topleerling Shinzato en andere leerlingen omgekomen. Okinawa lag volledig in puin en de bevolking verkeerde in grote armoede en hongersnood. Het was geen tijd om les te geven. De inwoners van Naha respecteerden Chojun Miyagi zeer en vroegen of hij zich verkiesbaar wilde stellen voor een belangrijke tijdelijke commissie. Alhoewel hij niet geïnteresseerd was in politiek, besloot hij dit te doen om te helpen het eiland weer op te bouwen. Hij won de verkiezing met overweldigende meerderheid en verrichtte goed werk totdat de commissie weer werd opgeheven. In 1947 werd hij opnieuw karate instructeur bij de Naha politieacademie.
In 1948 nam hij slechts vier leerlingen aan, waaronder An’ichi Miyagi (geen familie). Andere belangstellenden verwees hij door naar andere scholen. Van deze vier bleef konden drie de zware training niet aan en na een jaar bleef alleen An’ichi Miyagi over. In 1951 kwam Miyagi's eerste leraar Ryuko Aragaki op bezoek met het verzoek zijn kleinzoon Shuichi les te geven. Chojun Myiagi kon dit niet weigeren en nam hem aan waarbij hij An’ichi les liet geven. Een jaar lang waren zij de twee enige leerlingen in de tuin achter zijn huis, later bekend als “the garden-dojo”. Pas in 1952 besloot hij meerdere leerlingen aan te nemen. Na de reguliere les moest An’ichi Miyagi nablijven waarbij hij privéles kreeg en hij de essentie leerde van het goju-ryu.
Helaas kreeg Miyagi een hartziekte. Toch bleef hij lesgeven, ook al moest hij tijdens de wandeling naar de politieacademie enkele malen pauzeren om te rusten. Maar als hij een techniek voor deed, leek het alsof er niets aan de hand was. Hij bezat nog altijd een fenomenale snelheid en kracht. Miyagi hield vol tot hij niet meer kon en gaf daarna alleen nog les in de garden dojo, zittend in een stoel. Hierbij bleef hij An’ichi Miyagi privéles geven nadat de anderen al naar huis waren gegaan. Miyagi Chojun overleed op 8 oktober 1953.

### An’ichi Miyagi (1931 – 2009)
An’ichi Miyagi verloor beide ouders in de Tweede Wereldoorlog en moest daarom op 14-jarige leeftijd al voor zijn twee jongere broers zorgen. Het bestuur van Okinawa was na de oorlog in Amerikaanse handen en An’ichi had werk gevonden op een van de basis. Twee jaar later vroegen hij en drie vrienden aan Chojun Miyagi om te mogen komen trainen en ze begonnen op 1 februari 1948 in de garden dojo. Chojun Miyagi had zijn lesgeefmethode gewijzigd. Vroeger leerde men naast de kata Sanchin 1 of 2 andere kata's welke het best bij de persoon pasten. Het gehele systeem werd slechts aan 1 of 2 topstudenten verder gegeven. Zo had Chojun Miyagi besloten dat Jin’an Shinzato en zijn derde zoon Jun Miyagi zijn opvolgers zouden worden. Maar in de oorlog waren beiden omgekomen en was het goju-ryu bijna geheel verloren gegaan. Chojun Miyagi was tot de conclusie gekomen dat het goju-ryu moest worden bewaard en worden doorgegeven als een onaantastbaar cultureel erfgoed van Okinawa. Hiertoe heeft hij de lesopbouw gesystematiseerd zoals we dat heden ten dage kennen. Na een jaar bleef alleen An’ichi Miyagi over. Chojun Miyagi zei eens: “van de drie jongens ben jij de kleinste en was je de zwakste. Ik dacht dat je het eerste zou opgeven, maar in tegenstelling doe je het heel goed.” Inmiddels was Chojun Miyagi als een vader voor An’ichi en had hij besloten An’ichi de details en de essentie van het goju-ryu te leren. Hij gaf drie dagen per week les op de politieacademie, maar gaf dagelijks les aan An’ichi die daarvoor zijn baan op de Amerikaanse basis had opgegeven. Twee jaar lang was An’ichi de enige student en Chojun Miyagi zei hem: “ik heb zelfs Jin’an Shinzato niet zo gedetailleerd lesgegeven. Je moet hard trainen en volhouden: waardeer deze schat die ik je geef”. Naast de dagelijkse training voerden ze lange gesprekken waarin Chojun Miyagi de theorie, geschiedenis en vele andere aspecten zoals goede voeding behandelde. Hij voorspelde een grote technologische ontwikkeling en dat het echter belangrijk is dat de morele educatie eveneens aandacht krijgt door het trainen van de menselijke geest. Hij vond karate daarvoor het meest geschikt.
Het overlijden van Chojun Miyagi was een grote schok voor An’ichi en de andere leerlingen. Pas na een periode van rouw werd besloten om verder te trainen en les te geven. Vanwege zijn hogere leeftijd werd Ei’ichi Miyazato, een politieman die voornamelijk judo beoefende, hoofd van de dojo. Koshin Iha werd penningmeester en An’ichi Miyagi gaf de karatelessen. Kort hierna, in 1955 begon Morio Higaonna met karatetraining. Zowel de penningmeester als de weduwe van Chojun Miyagi zeiden: “leer van An’ichi Miyagi, hij heeft de meeste kennis”. In 1957 bouwde Ei’ichi Miyazato een grotere dojo genaamd Jundokan, maar hij gaf zelden les. De karatelessen werden dagelijks gegeven door An’ichi Miyagi. In 1959 besloot An’ichi Miyagi de Jundokan te verlaten omdat Ei’ichi Miyazato wijzigingen in bepaalde kata's wilde aanbrengen. Omdat hij nog steeds zijn familie moest onderhouden, besloot An’ichi Miyagi te gaan werken op een Amerikaanse olietanker. Morio Higaonna nam een deel van de lessen over totdat ook hij besloot de Jundokan te verlaten. Sindsdien heeft An’ichi Miyagi alleen lesgegeven aan Morio Higaonna en heeft hij uiteindelijk besloten hem als zijn opvolger aan te wijzen.
An’ichi Miyagi's gezondheid ging de laatste jaren hard achteruit, waarschijnlijk leed hij aan een vorm van dementie en helaas hebben sommigen hier misbruik van gemaakt. Gezien zijn zeer bescheiden opstelling en enorme loyaliteit aan zijn leraar Miyagi Chojun sensei, wordt An’ichi Miyagi ook wel de “hidden man” van het Okinawa goju-ryu karate-do genoemd. An’ichi Miyagi is in april 2009 overleden.

## Organisaties

### Japan Karatedo Federation Gojukai
Japan Karatedo Federation Gojukai is de mondiale overkoepelende goju-ryu-organisatie waar onder meer de volgende scholen zijn in ondergebracht: Kenbukan, Eidokan, Seiwakai, Eibukan, Kagoshima Kai, Shudokan, Okinawa Gojuryu Kyokai, Jitsueikai, Uchiagekai, Seishikan, Ryushinkan, Yuishinkan. Zij werken samen onder de vleugels van de Japanse Karate Federatie, afdeling goju-ryu, de officiële gesprekspartner op goju-ryu-vlak naar de WKF toe. De overseas Director JKF Gojukai is Hanshi Seiichi Fujiwara, Director en Chief Instructor van het Seiwakai Goju Ryu, de grootste goju-ryu-groep in de wereld onder de vleugels van JKF Gojukai. 

### Internationale Okinawa Goju-Ryu Karate-do Federation
Het IOGKF (International Okinawan Goju-ryu Karate-do Federation) is een organisatie opgericht door Morio Higaonna die het traditionele Okinawa goju-ryu probeert te bevorderen. De meeste Okinawa goju-ryu-scholen en -docenten zijn hierbij aangesloten. In Nederland staat de IOGKF onder de technische leiding van Sydney Leijenhorst. Okinawa goju-ryu  heeft ook een eigen embleem. Deze wordt voornamelijk gedragen op de linkerborst van het karatepak (gi). De naam van dit logo is Kenkon. Ken staat voor hemel en kon voor aarde. De hemel wordt uitgebeeld als rond en de aarde als vierkant. De hemel wordt gerelateerd aan zachtheid en de aarde aan hardheid. Het embleem drukt de harmonie tussen deze twee uitersten uit.
Morio Higaonna (1938)
Morio Higaonna (geen familie van Kanryo Higaonna) kreeg zijn eerste karatelessen op 14-jarige leeftijd van zijn vader die een Shorin-ryu stylist was. Een jaar later ging hij trainen met een vriend die twee jaar les had gekregen van Chojun Miyagi. In april 1955 toen hij 16 jaar was, mocht hij trainen in de garden dojo. De lessen werden gegeven door An’ichi Miyagi, er waren ca. 10 leerlingen. Hij oefende veel met Saburo Higa, een zeer sterke karateka. Na het behalen van zijn middelbare school ging hij in 1957 werken bij een bank. Maar omdat dit zijn karate training in de weg stond, gaf hij zijn baan na een jaar op. Hij trainde 6 dagen per week in de dojo en 's zondags thuis.
Een jaar nadat An’ichi Miyagi de Jundokan had verlaten, kreeg Morio Higaonna een studieplaats voor Economie aan de Takushoku universiteit van Tokyo en zo vertrok hij in 1960 naar Japan.
De Yoyogi dojo
Na aankomst in Tokyo zocht Morio Higaonna ook naar een mogelijkheid om te trainen. Gelukkig gaf een Okinawaanse kennis judo les in de Yoyogi dojo en mocht hij daar komen trainen. Na enkele dagen kwam de eigenaar kijken en deze was zo onder de indruk dat hij Morio Higaonna vroeg om een karate klas te starten. Alhoewel het salaris belachelijk laag was, accepteerde Morio Higaonna deze kans en begon hij met les geven. Verder deed hij allerlei andere klusjes zoals auto's wassen en werken op de bouw om zijn studie te kunnen betalen. Ook verdiende hij geld met het verkopen van Amerikaanse goederen die zijn moeder vanuit Okinawa opstuurde.
Zijn lessen trokken steeds meer leerlingen en de klassen raakten overvol waardoor hij steeds meer dagen les ging geven, uiteindelijk 6 dagen per week. Twee keer per jaar had hij vakantie en ging hij terug naar Okinawa om te trainen met An’ichi Miyagi. Vele hooggegradueerde Westerse leraren, waaronder George Andrews uit Groot-Brittannië en Bakkies Laubscher uit Zuid-Afrika, zijn hun training in het goju-ryu karate-do in deze periode in de Yoyogi dojo begonnen.
BBC
In 1981 maakte de BBC de beroemde documentaire The Way of the Warrior. In de westerse wereld waar karate inmiddels grotendeels een wedstrijdsport was geworden bracht dit een schokgolf teweeg. Het traditionele karate van Morio Higaonna, die inmiddels achtste dan was, deed velen realiseren wat ze gemist hadden. De toestroom naar de Yoyogi dojo was enorm, maar Morio Higaonna besloot korte tijd later om terug te keren naar Okinawa.

### International Okinawa goju-ryu karate-do Federation (IOGKF)
Morio Higaonna werd door vele aanhangers uitgenodigd om les te geven en zo kwam hij in diverse landen. Na enkele jaren ontstond er een kring van karateka's die zich realiseerden dat, om het traditionele goju-ryu te behouden, een eigen internationale organisatie moest worden opgericht. Met de toestemming van An’ichi Miyagi en vele ander belangrijke Okinawaanse goju-ryu-leraren, wordt in 1979 de International Okinawa Goju-ryu Karate-do Federation (IOGKF) opgericht. De IOGKF heeft zich vooral tot doel gesteld het traditionele goju-ryu  zoals dat door Miyagi Chojun sensei werd onderwezen als Okinawaans cultureel erfgoed te behouden en in zijn meest oorspronkelijke vorm door te geven aan toekomstige generaties karateka.
Toen An’ichi Miyagi in 1985 voor enkele jaren naar Tokyo ging, ging Morio Higaonna hem achterna. Hij hoopte in Tokyo meer studenten te kunnen bereiken, maar de kosten van levensonderhoud waren astronomisch hoog. In 1987 besloot Morio Higaonna, die in 1980 met een Amerikaanse studente getrouwd was, met zijn gezin naar Californië te verhuizen. Hij wilde met de IOGKF meer mensen kunnen bereiken en dat was makkelijker middels het goede Amerikaanse luchtvaartnetwerk. Bovendien was het levensonderhoud een stuk goedkoper.
Nadat de IOGKF gegroeid was tot een wereldwijde organisatie met tienduizenden studenten, besloot Morio Higaonna in 2000 dat hij terug moest naar de bakermat: Okinawa. Hij geeft daar nog altijd les. In 2022 brak Morio Higaonna abrupt alle relaties met de IOGKF, die hij zelf had opgericht. Voor meer hierover zie het lemma over de IOGKF.

### Internationale Karate-do Goju-kai Association
De (International Karate-do Goju-kai Association) is een organisatie opgericht door Gogen Yamaguchi die de traditionele Japanse goju-ryu probeert te bevorderen. De huidige president van deze internationale organisatie is Goshi Yamaguchi, de zoon van de oprichter Gogen Yamaguchi. In Nederland wordt de IKGA vertegenwoordigd door de stichting Gojukai Karate-do Nederland onder de technische leiding van Mario Gommel (6e dan, Shihan Renshi). In België wordt de organisatie vertegenwoordigd door Gojukai Karatedo Belgium, onder leiding van Joachim Van Opstal (6e dan, Shihan Renshi). Ook het Goju-Kai heeft zijn eigen embleem. Het embleem wordt voorgesteld door een gebalde vuist waarvan de zachte handpalm getoond wordt. Zo wordt het harde en het zachte element in één embleem vastgelegd. Onder de vuist staat op een soort vlaggetjes ook nog de woorden: karate-do goju-ryu in 6 kanji.

### OGKK, Okinawan Goju-ryu Karate-do Kyokai
De OGKK (Okinawan Goju-ryu Karate-do Federation Kyokai) is opgericht door Eiichi Miyasato, rechtstreeks leerling van Chojun Miyagi sensei. In België staat OGKKB onder leiding van Henkens Jozef Sensei. In Nederland staat de OGKKN onder leiding van Henk Gerrits, een rechtstreekse leerling van Ei'ichi Miyazato sensei.

### IKO, International Kenshikai Organization
De IKO (International Kenshikai Organization) is opgericht door Hanshi Tetsuhiro Hokama (10e dan), rechtstreeks leerling van Seiko Higa. In Nederland staat de IKO onder leiding van Kyoshi Patrick Baas (7e dan), een rechtstreeks leerling van Tetsuhiro Hokama.

### TOGKF
De Traditional Okinawa Goyu-ryu Federation (TOGKF) werd opgericht in 2022, nadat een factie van Americaanse en Okinawaanse leraren vergeefs probeerden via een vijandige overname het bestuur van de IOGKF International over te nemen. De coup mislukte en haar supporters richten in reactie een eigen federatie op, waarbij zij een deel van de IOGKF dojo's en sensei's in hun kielzog meenamen. Ook Morio Higaonna verliet de IOGKF, maar de wijze waarop dit gebeurde en in welke mate Higaonna regie had over deze ontwikkelingen staat nog altijd ter discussie. De splitsing vormt een pijnlijke episode in de geschiedenis van het karate, waarover meer te lezen is op de hoofdpagina van de IOGKF. De TOGKA heeft geen leden in Nederland.

### Overige organisaties
Andere internationale organisaties die een vorm of school van het oorspronkelijke goju-ryu vertegenwoordigen zijn o.a.: Jinbukan (oprichter: Katsuyoshi Kanei), Jundokan International (oprichter: Teruo Chinen), Jundokan Okinawa (oprichter: Eiichi Miyazato), Meibukan (oprichter: Meitoku Yagi), Seito Gōjū-ryū (oprichter: Kanki Izumikawa), Sengukan (oprichter: Seiko Fukuchi en Kanki Izumikawa), Shobukan (oprichter: Masanobu Shinjo), Shodokan (oprichter: Seiko Higa), Shoreikan (oprichter: Seikichi Toguchi).

## Graden
Zoals de meeste vormen van karate kent goju-ryu een gradatiesysteem van Kyu en Dan. De Kyu-kleuren zoals gebruikt door het IOGKF zijn hieronder uiteengezet.